# Битка за Вишеград (1993)
Битка за Вишеград (1993) је била битка коју су извеле су снаге АРБиХ 12. јануара, када двије муслиманске бригаде, под командом Ферида Буљубашића, обновиле нападе из 1992. у правцу Вишеграда и Рудог. Њихов циљ је био да врате Вишеград поново у руке АРБиХ. Али ВРС је одбила тај напад.

## Ток напада
Борбе на подручју Вишеграда током 1993. године почеле су у јануару када је АРБиХ обновила офанзиву коју је прекинула 1992. Дана 12. јануара, снаге од отприлике двије бригаде трупа АРБиХ из Источнобосанске оперативне групе Ферида Буљубушића напале су према Вишеграду и хидро електрани. У борбама током наредних десет дана, муслиманске снаге су напредовале у правцу Вишеграда заузимајући неколико села. Муслимани су такође успели да се инфилтрирају у диверзантски тим у Србију, али су граничари ВЈ пресрели и уништили јединицу 23. јануара. Контранапади ВРС-а крајем јануара враћена су и та села која је АРБиХ заузела током напада. Линија фронта је остала отприлике тамо гдје је била прије напада АРБиХ 12. јануара.